# Stefanów (kopalnia)
Kopalnia K–2 w Stefanowie – kopalnia węgla kamiennego w Lubelskim Zagłębiu Węglowym prowadząca wydobycie na polu wydobywczym Stefanów II. Kopalnia znajduje się w miejscowości Stefanów i należy do spółki Lubelski Węgiel Bogdanka S.A.

## Historia
Pierwsze prace nad budową kopalni węgla kamiennego w Stefanowie rozpoczęto w 1978 roku. W 1981 roku przystąpiono do głębienia dwóch szybów o oznaczeniu 2.1 i 2.2. W 1982 roku zbudowano piwnice i fundamenty wieży szybowej 2.2. W 1988 roku prace nad kopalnią K-2 wstrzymano z powodu wdarcia się do szybów kurzawki stanowiącej poważną przeszkodę w drążeniu otworów. W wyniku zaprzestania prac górniczych w 1989 roku dwa gotowe szyby kopalni zostały zalane wodą.
Do budowy powrócono w XXI wieku. W 2004 roku przyjęto plan udrożnienia zalanych szybów 2.1 i 2.2, który wykonano w 2005 roku. Nowa kopalnia należąca do spółki Lubelski Węgiel Bogdanka S.A. została zbudowana w latach 2009-2011, a uruchomiona w 2011 roku.

## Opis
Wydobycie w kopalni w Stefanowie wynosi 10 tysięcy ton węgla na dobę. Surowiec jest pozyskiwany z głębokości 950-1097 metrów poniżej powierzchni ziemi.